# Нерехта
Нерехта (на руски: Нерехта) е град в Русия, административен център на Нерехтски район, Костромска област. Населението на града към 1 януари 2018 е 21 262 души.